# Adam Piekutowski
Adam Piekutowski (ur. 31 sierpnia 1974 w Lublinie) – polski piłkarz występujący na pozycji bramkarza.

## Kariera
Wieloletni piłkarz Wisły Kraków. Grając w Wiśle miewał okresy, kiedy był podstawowym zawodnikiem tego klubu, jednak nigdy nie udało mu się rozegrać więcej niż 13 spotkań w jednym sezonie. Piekutowski był kilkakrotnie wypożyczany przez Białą Gwiazdę do Widzewa Łódź, a także do białostockiej Jagiellonii, gdzie nabawił się kontuzji więzadeł i został wyeliminowany z gry na okres 7 miesięcy. W I lidze zadebiutował 8 kwietnia 2000 w meczu Wisła Kraków – Stomil Olsztyn i rozegrał w niej w sumie 56 spotkań. W rundzie wiosennej sezonu 2005/2006 został wypożyczony przez Wisłę do Jagiellonii. Rozegrał tam 2 mecze, prezentując się bardzo dobrze, jednak w trzecim meczu z Heko Czermno 5 kwietnia 2006 roku doznał bardzo poważnej kontuzji więzadeł krzyżowych, która wyłączyła go z trenowania na kilka miesięcy. Obecnie pomaga klubom z Lubelszczyzny szkolić bramkarzy. Współpracuje w tej dziedzinie m.in. z Lewartem Lubartów i Lublinianką.

## Sukcesy
Wisła Kraków:
- 2000/2001:

Mistrzostwo, Puchar Ligi
- 2002/2003:

Mistrzostwo, Puchar Polski
- 2003/2004:

Mistrzostwo